# Sürmelikoç, Diyadin
Sürmelikoç là một xã thuộc huyện Diyadin, tỉnh Ağrı, Thổ Nhĩ Kỳ. Dân số thời điểm năm 2011 là 767 người.